# Jeeves Information Systems
Jeeves är en helhetsleverantör av affärssystemslösningar (ERP) för medelstora företag. Jeeves ERP kan installeras lokalt eller levereras som en molntjänst. Sedan starten 1992 har företaget haft en stabil tillväxt och har nu[när?] mer än 2400 kunder. Kunderna finns främst inom tillverkning, produktion, distribution, partihandel samt i tjänsteindustrin. Företaget omsatte 2015 444 miljoner kronor och hade 312 anställda. 
Deras mest kända produkt är Jeeves ERP, ett affärssystem (ERP-system), som 2004 var det mest använda affärssystemet i Sverige för företag med över 50 anställda.    
Jeeves ägs sedan 2012 av Forterro, som i sin tur ägs av Partners Group sen 2022.    